# Brezžični prenos podatkov
Brezžični prenos signalov je prenos signalov v prostoru s pomočjo elektromagnetnih valov.    

## Zgodovina
Na področju telekomunikacij poznamo brezžični prenos že več kot sto let. Od kar je Guglielmo Marconi leta 1895 na 100 metrski razdalji brezžično poslal Morsejev znak “s”, ki ga prestavljajo tri zaporedne pike, se je brezžična komunikacija razširila na vsa področja  človekovega življenja . Komercialne, zabavne, profesionalne, vojaške in privatne osebne informacije potujejo po nedoločljivo obsežnih brezžičnih komunikacijskih sistemih. Zato ni nič presenetljivega, da v računalniških povezavah pridobivajo vedno večjo izjemno komunikacijsko vlogo.

## Uporaba
Brezžične povezave se uporabljajo tudi za komunikacijo med računalniki v računalniških omrežjih. Na krajih kjer je  kabelska povezava draga ali celo neizvedljive (Antarktika, Arktika, puščave in pragozdovi), je brezžičen prenos signala zelo priročen oz. edina in najboljša možnost. Vedno več je teh povezav tudi v mestnem okolju in v zgradbah. Brezžične naprave lahko uporabljamo tudi med prevozom(npr. v avtu, ladji, vlaku...).

## Radijski prenos signala
V anteni oddajnika se električni signal pretvori v elektromagnetne valove. Od valovi potujejo na velike razdalje do antene sprejemnika, kjer se signal pretvori nazaj v električnega. 

## Optični prenos signala
Laserski prenos informacij s svetlobnimi valovi je enosmeren in usmerjen v ravni črti. Na oddajni strani je laser na sprejemni pa fotodetektor, ki ta signal ujame. Omogoča široko pasovno širino z nizkimi stroški montaže, vzdrževanja in uporabe. Sistem je največkrat nameščen na visokih zgradbah, stolpih ali kandelabrih. Za dvosmerni prenos morata biti na obeh straneh nameščena laserski oddajnik in svetlobni detektor. Po istem kanalu laserskega sistema lahko hkrati poteka komunikacija mnogih telefonskih, radijskih, TV in informacijskih povezav. Slaba  lastnost takih povezav pa je njegova občutljivost na temperaturne, svetlobne in druge vremenske razmere  pa tudi ker zahteva izjemno natančno usmerjenost žarka. Prenos lahko omejita že dež ali gosta megla. Okoljske razmere torej močno vplivajo na žarek, saj ga preusmerijo in tako prekinejo povezavo.

## Satelitski prenos signala
Osnova komunikacijskega satelita je mikrovalovni repetitor z izjemno široko pasovno širino. To je naprava, ki sprejme signal in ga posreduje z isto frekvenco naprej, lahko ga tudi ojača. Vsebuje tudi mnogo transponderjev. To so naprave, ki signal sprejmejo, ga ojačajo ter pošljejo nazaj na zemljo na drugi frekvenci. Poznamo tri vrste satelitov. Ti so geostacionarni, ki so od Zemlje oddaljeni 35.000 km in se gibljejo z enako hitrostjo kot Zemlja zato jih vedno vidimo na istem mestu.  Za brezhibno komunikacijo so potrebni trije sateliti. Naslednja vrsta so MEO (Medium Earth Aerospace Orbit) in se nahajajo v srednji zemljini orbiti na višini 10.000 km. Za prenos je potrebnih 10 satelitov. Zadnja vrsta so LEO (Lower Earth Aerospace Orbit) in se nahajajo v spodnji zemljini orbiti na višini 5.000 km.  Za pokrivanje signala prek celotne oble je potrebnih 50 satelitov. Satelitski prenosi, posebej tisti z višjimi frekvencami potrebujejo izjemno malo moči, 1W ali celo manj za prenos. Uporabljamo jih za telefonske, radijske, TV in povezave informacijskih omrežij. Zaradi cenenih in preprostih komunikacij satelitske povazave močno konkurirajo povezavam z optičnimi vlakni.

## Vir
- Suhel, Peter (2010): Uvod v informatiko. Ljubljana: Samozaložba